# Citochinina
Le citochinine sono dei fitormoni vegetali sintetizzati nel meristema radicale. Tale famiglia di fitormoni comprende più di 40 composti. Dal punto di vista chimico le citochinine si classificano in due categorie:
- Citochinine di tipo purinico avente struttura simile a quella dell'adenina e che ritroviamo nel malto, latte cocco e lievito. Esse possono essere ulteriormente classificate in naturali e sintetiche.

Quelle naturali sono la zeatina (estratta dal mais), isopenteniladenina e diidrozeatina, mentre tra quelle sintetiche troviamo ad esempio la chinetina.
- Citochinine di tipo non purinico con struttura di base simile alla fenilurea.

Tra le più attive troviamo CPPU (N cloro piridil urea) e TDZ (tidiazuron) che hanno dato buoni risultati portando all'induzione di germogli avventizi in Vitis vinifera e Malus communis. Esse agiscono stimolando l'accumulo o la biosintesi delle citochinine a base purinica. Inoltre sono potenti inibitori delle citochinino-ossidasi.
Sia le citochinine di tipo purinico che quelle di tipo non purinico possono essere presenti in forma attiva se sono fosforilate o in forma inattiva se sono coniugate. Possono ritrovarsi anche come componenti di alcuni tRNA. Per quanto riguarda il trasporto, esse vengono trasportate tramite xilema nei tessuti con attiva divisione cellulare (foglie e frutti giovani, apice radicale e semi in germinazione).
Biosintesi:
Nei plastidi un DMAPP viene trasferito su un ADP o un ATP da una Fosfato Isopentenil Trasferasi.
Possono essere disattivate da un'ossidasi, la CKX.

## Trasduzione del Segnale
La trasduzione del Segnale delle citochinine avviene mediante un sistema di Fosforelay a tappe, in cui un Fosfato organico viene passato da un'Istidina a un Aspartato, per poi passare per un Istidina-Fosfatasi e ai regolatori della risposta. 
I recettori per le citochinine hanno funzione di istidina-chinasi (in Arabidopsis thaliana è chiamato CRE 1)e si trovano in maggior quantità sul Reticolo endoplasmatico, ma anche sulla membrana plasmatica. Hanno un dominio, detto CHASE, per il legame con le citochinine. 
CRE 1 è un dimero. Il "testimone" da passare che media la risposta è il P: 
1) la citochinina si lega a CRE 1 sul dominio CHASE e fa partire l'attività di Istidina-chinasi
2) CRE 1 cambia conformazione, l'istidina-chinasi trasferisce il P dall'istidina all'aspartato. 
3)P si sposta dall'aspartato all' istidina di un'Istidina-Fosfatasi (AHP), e viene portato nel nucleo . 
4)Nel nucleo, il gruppo Fosfato arriva all'aspartato di ARR-A o di ARR-B, entrambi regolatori della risposta, che mediano funzioni cellulari. 
ARR-A ha solo un dominio ricevente del P, non si lega al dna, è un regolatore negativo. 
ARR-B ha un dominio ricevente del P e un dominio legante il dna. È un regolatore positivo (inibisce l'inibizione di ARR-A). 

## Effetti delle citochinine in vivo
Varie azioni sulla crescita e lo sviluppo in combinazione o opposizione alle auxine a seconda dell'organo bersaglio.
Stimolo della divisione cellulare, in assenza di citochinine la metafase viene protratta in modo considerevole e inoltre regolano la sintesi delle proteine coinvolte nella formazione del fuso mitotico, inibizione dello sviluppo di radici laterali (in opposizione alle auxine); distensione dei cotiledoni (trasformazione da organi di riserva in foglie fotosintetizzanti), distensione in senso radiale delle cellule e ritardo della senescenza tissutale (stimolo dell'assunzione di nutrienti e della fotosintesi con ritardata degenerazione dei cloroplasti).
Riassumendo:
- Stimolano la divisione cellulare;
- Inducono la formazione di germogli in particolare i germogli ascellari;
- Inibiscono la formazione delle radici;
- Ritardano l'invecchiamento dei tessuti;
- Aumentano il flusso di nutrienti verso un tessuto trattato con le citochinine;
- Aumentano la produzione di clorofille ed enzimi fotosintetici, che risulta essere anche maggiore di quella di una pianta esposta al sole.

ESEMPI DI RISPOSTE FISIOLOGICHE
Callo
Dopo una ferita c'è una massa di cellule totipotenti in attiva divisione.
Il rapporto Auxine/Citochinine definisce la risposta fisiologica:
-se è equilibrato, si forma un callo.
-se è basso, aumenta la porzione vegetativa
-se è alto, aumenta la radicazione
L'Agrobacterium tumefaciens trasferisce i Ti-plasmid nella pianta, modificati per fare da vettori. Questi hanno due zone: Left- e Right- DNA Border, che contengono geni per la sintesi di Auxine e Citochinine.
Stimolazione della Divisione Cellulare
I passaggi da una fase all'altra del ciclo cellulare dipendono dall'attivazione di enzimi CdK (Chinasi ciclina dipendente) che si legano alla Ciclina.
Il complesso Ciclina-CdK permette il passaggio dalla fase G1 alla fase S.
Tra la fase G2 e la fase M, le citochinine rimuovono un gruppo fosfato da CdK e la attivano.
Rallentamento della Senescenza Fogliare
Nel punto in cui sono sintetizzare si formano dei Pozzi, zone in cui vengono richiamate sostanze nutritive da cui le cellule del mesofillo spugnoso traggono supporto trofico.
Alcuni patogeni inducono la sintesi di citochinine in punti detti Isole Verdi, per avere nutrienti dalla pianta.

## Effetti delle citochinine in vitro
Favoriscono l'embriogenesi somatica: si è infatti visto che basse concentrazioni di citochinine (0,5-2,5 μmol/l) favoriscono l'embriogenesi somatica specialmente nelle latifoglie. Ci sono tuttavia elementi per dedurre che le citochinine possano inibire l'embriogenesi somatica nelle monocotiledoni.
Regolano la formazione di callo: si ritiene infatti, che la proliferazione del callo dai tessuti di molte dicotiledoni richieda la presenza di citochinine e auxine nel mezzo di coltura.

## Esempi di impiego
Conservazione di fiori recisi e verdure fresche.